# Gunung Kembar
Gunung Kembar is een bestuurslaag in het regentschap Sumenep van de provincie Oost-Java, Indonesië. Gunung Kembar telt 1930 inwoners (volkstelling 2010).